# Solomon Linda

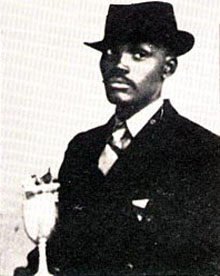
Solomon Linda

Solomon Linda genannt Solomon Ntsele (* 1909 in Südafrika; † 8. Oktober 1962 in Soweto, Südafrika) war ein südafrikanischer Musiker, Sänger und Komponist. Er hat den Song Mbube geschrieben, der später unter den Musiktiteln Wimoweh und The Lion Sleeps Tonight zum Pophit wurde.
Linda hat mit Mbube die 30 Jahre später von Ladysmith Black Mambazo populär gemachte Stilrichtung Isicathamiya (A cappella) geprägt.

## Leben
Seine Begeisterung für Musik entdeckte Linda, als er in seiner Schule im Mzinga-Tal, knapp 500 Kilometer südöstlich von Johannesburg im Herzen des Siedlungsgebiets der Zulu gelegen, den afro-amerikanischen Gospelsänger Orpheus McAdoo während dessen Tournee durch Südafrika erlebte.
In den 1930er Jahren ging er nach Johannesburg und gründete dort mit anderen Zulu die Gruppe The Evening Birds, mit denen er bald eine gewisse Bekanntheit erreichte. So wurden sie von Griffiths Motsieloa entdeckt, Südafrikas erstem schwarzen Musikproduzenten. Dieser sorgte dafür, dass die Evening Birds mehrere Platten aufnehmen konnten: die erste 1938, die zweite – mit dem Lied Mbube – ein Jahr später. Die Aufnahmen fanden in einem Tonstudio statt, das der Italiener Eric Gallo – der Gründer von Gallo Records – aus England nach Südafrika gebracht hatte. Damals war es das einzige Tonstudio südlich der Sahara. Mit Mbube gelang Solomon Linda ein großer Erfolg, der ihn für Jahre zu einem der beliebtesten schwarzen Musiker Südafrikas machte. Da er die Rechte an dem Song für eine einmalige Zahlung an die Gallo-Studios in Höhe von zehn südafrikanischen Schillingen verkauft hatte, konnte er von dem Erfolg des Songs aber nicht profitieren.
1962 starb Linda verarmt in der Township Soweto an Nierenversagen. Seine Nachkommen konnten nicht einmal einen Grabstein für ihn bezahlen. Solomon Linda hinterließ seine Witwe Regina, die er 1949 geheiratet hatte, drei Töchter und zehn Enkelkinder.

## Lindas HitMbube
Bekannt wurde Linda hauptsächlich durch das von ihm komponierte Lied Mbube (deutsch „Löwe“, besser bekannt als „Wimoweh“ oder „The Lion Sleeps Tonight“) und den darum entstandenen Streit um Urheber- und Verwertungsrechte.
Linda schrieb den Song 1939 für seine Auftritte in Johannesburger Bars und Kneipen. Als die Evening Birds den Song 1939 aufnahmen, misslangen die ersten beiden Versuche. Erst im dritten Anlauf, und nachdem Motsieloa je einen Pianisten, Gitarristen und Banjospieler hinzugeholt hatte, gelang die Aufnahme. Der Produzent Motsieloa war von dem Lied so begeistert, dass er die Aufnahme nach England schickte und Schallplatten produzieren ließ. Bald schon wurde der Song äußerst populär, insbesondere unter den verarmten Zulu in den Townships. 1948 waren bereits etwa 100.000 Schallplatten des Hits verkauft, und Solomon Linda war für südafrikanische Verhältnisse ein Superstar.
In Europa und den USA wurde der Song bekannt, als der Folkmusiker Pete Seeger ihn mit seiner Band The Weavers einspielte. Seeger war von seinem Freund, dem Musikwissenschaftler Alan Lomax, auf den Song aufmerksam gemacht worden, nachdem Lomax ein Exemplar der Platte in einem Tonstudio entdeckt hatte. Seeger verstand den Text nicht, da er auf isiZulu verfasst war, und änderte daher den Refrain „uyembube“ in „Wimoweh“ ab. Die Aufnahme der Weavers von 1952 schaffte es in die amerikanischen Top 20, und durch eine Liveaufnahme von 1957 aus der Carnegie Hall wurde das Lied zu einem der bekanntesten Folksongs der Zeit. 1959 folgte eine ebenfalls erfolgreiche Coverversion der Gruppe The Kingston Trio.
Für eine Aufnahme der Popgruppe The Tokens von 1961 schrieb der amerikanische Komponist George David Weiss das Lied auf einen eigenen englischen Text um. So entstand der Titel The Lion Sleeps Tonight, unter dem das Lied noch bekannter wurde. Zahlreiche Coverversionen haben dafür gesorgt, dass Weiss’ Adaption heute zu den zehn erfolgreichsten Liedern aller Zeiten gehört, die Einnahmen werden auf insgesamt 20 Millionen US-Dollar geschätzt. Der Song erreichte unter anderem 1961 Platz 1 der Billboard-Charts. Insgesamt wurde der Song seit 1951 von über 150 Interpreten kopiert, textlich verändert und in mindestens 15 Filmen verwendet. Unter anderem setzte Disney Mbube ohne Erlaubnis der Erben Lindas unter dem Titel The Lion Sleeps Tonight in dem Trickfilm Der König der Löwen ein.
Ein amerikanisches Schiedsgericht sprach 1991 Weiss die Rechte an The Lion Sleeps Tonight zu. Dieser hatte argumentiert, er habe mit dem englischen Text ein völlig neues Lied erschaffen und sei damit der rechtmäßige Autor.
2000 erschien in der einflussreichen Musikzeitschrift Rolling Stone ein Artikel des südafrikanischen Journalisten Rian Malan über Linda, sein Lied und dessen weltweite Vermarktung. Allein die Vermarktung des Songs im Zusammenhang mit dem erfolgreichen Disney-Film brachte dem Konzern ihm zufolge einen Gewinn von 15 Millionen US-Dollar ein. Auch der TV-Dokumentarfilm The Lion's Trail des amerikanischen Networks PBS machte eine breitere Öffentlichkeit auf das Thema aufmerksam. Unterstützt von der südafrikanischen Regierung und der Plattenfirma Gallo Records verklagten Lindas Erben daraufhin Disney vor einem südafrikanischen Gericht auf die Zahlung von Lizenzgebühren für die unerlaubte Nutzung von Lindas Komposition im Film und dem darauf basierenden Musical Der König der Löwen. Im September 2004 wurde den Erben eine Entschädigung von 10 Millionen Rand (etwa 1,25 Millionen Euro) zugesprochen. Das Gericht drohte Disney, ihm die südafrikanischen Nutzungsrechte an seinen etwa 240 registrierten Marken zu entziehen, sollte der Konzern diese Entschädigung nicht zahlen.
Im Februar 2006 einigten sich die Erben mit dem Verlag Abilene Music, der inzwischen als Inhaber der Rechte an Mbube agierte, über eine Zahlung von Lizenzgebühren für die weltweite Nutzung der Komposition seit 1987 (nach den zum Zeitpunkt des Rechteübertragungsvertrags in Südafrika geltenden britischen Urheberrechtsgesetzen fielen die Rechte an der Komposition 25 Jahre nach dem Tod des Autors, also 1987, wieder an die Erben zurück). Das Geld wird in eine Stiftung fließen.

## Einfluss
Solomon Linda gilt als Pionier des südafrikanischen A-cappella-Gesangsstils Isicathamiya, wie er auch in Mbube vorkommt und später durch Ladysmith Black Mambazo und deren Mitarbeit an Paul Simons Weltmusik-Album Graceland weltweit bekannt wurde. Zu dieser Musik ist auch ein Tanzstil entstanden, der Cothoza bafana.
Zu den von Solomon Linda beeinflussten Künstlern gehört neben Ladysmith Black Mambazo auch Miriam Makeba. Mbube hat in den Augen mancher für das schwarze Südafrika einen ähnlichen Stellenwert wie die inoffizielle Hymne Waltzing Mathilda für Australien.
Außerdem hat der Streit um die Rechte an Mbube weltweit Justizgeschichte geschrieben und Maßstäbe für künftige Fälle gesetzt.